# جابان (قائد بيزنطي)
جابان أو فاهان (؟ - 636م) هو جنرال بيزنطي من أصل أرمني نشط خلال عهد هرقل في 630م. والمعروف بقيادته للقوات البيزنطية خلال معركة اليرموك (15-20 أغسطس 636م) ضد العرب التي أدت إلى هزيمة بيزنطية ثقيلة ومقتل فاهان.

## حياته
لا شيء يعرف من أصول وبداية حياة فاهان غير كونه من اصل أرميني. حيث يظهر اسمه لأول مرة في المصادر فقط في سنة 634م. في ذلك التاريخ، كانت كل من سوريا وفلسطين تخضع للحكم البيزنطي، وكانت تتعرض لهجوم من قبل القوات الإسلامية. ثم شغل منصب حاكم إميسا.
ومع ذلك، فقد كان القائد العام للجيش البيزنطي الذي يقود الهجوم المضاد ضد المسلمين في 636م. والواقع أن هذه الحملة كانت لاجبار المسلمين على الانسحاب من الأراضي المغزوة لإعادة التجمع وإثارة معركة ضارية. وهكذا، بلغت ذروتها في المواجهة الحاسمة المعروفة باسم معركة اليرموك، في أقصى جنوب غرب سوريا. إذا كان فاهان يقود جميع القوات البيزنطية، ومع ذلك كان على فاهان ان يتعامل مع مجموعة من الجنرالات المؤثرين مثل ثيودور تريثيريوس على وجه الخصوص، الذي تجمعه به علاقات سيئة. هذا التقسيم للسلطة أضعف الجيش البيزنطي الذي شهد أيضا توترات خاصة بين الأرمن والبيزنطيين والعرب المسيحيين.
و بعد محاولة التفاوض مع خصمه، قرر فاهان ان يبدأ المعركة. خلال الأيام الأولى من المعركة، حاول عدة مرات لاختراق أحد جناحي جيش المسلمين، وفي كل مرة تنتهي محاولاته بالفشل. على وجه الخصوص، كان يهزم في كل مرة من خلال التدخل من سلاح الفرسان النخبة العربية التي كانت تستخدم كقوة الإنقاذ عندما تتعرض وحدة من أجزاء من الجبهة الإسلامية للهجوم. وفي اليوم الخامس، وفي مواجهة استنفاد القوات وإضعاف معنوياتها، حاول التفاوض مع القائد المسلم خالد بن الوليد، لكن كانت المفاوضات بدون نتائج. في اليوم التالي، ذهب العرب في الهجوم وتمكنوا من اجتياح الجناح الأيسر للبيزنطيين. وقد فشل فاهان في إعادة الوضع في الوقت المناسب وبسرعة، فانهزم هو وكل جيشه، وذلك خصوصا بعد تدخلات القائد خالد مع وحدة الخيالة الذي حرص على قطع الطريق الرئيسي لتراجع البيزنطيين.مما ادى إلى هلاك العديد من الجنود البيزنطيين أو انتهائهم كأسرى.
مصير فاهان غير معروف مع اليقين. ومن المقبول عموما أنه مات في الأيام التي أعقبت المعركة، خلال المواجهة بين القوات البيزنطية المتراجعة والعرب وهناك من يقول انه قد توفي في اليوم الأخير من المعركة. وأخيرا، فمن الممكن أيضا أنه قرر أن يصبح راهبا نتيجة لهذا الفشل الكبير، لأنه ينطوي على خسائر إقليمية كبيرة للإمبراطورية البيزنطية.